# Nosselmann Bunstorp
Nosselmann Bunstorp († 1412) war Ratsherr der Hansestadt Lübeck.

## Leben
Nosselmann Bunstorp war Brauer in Lübeck, die seit dem Mittelalter als Amt, dem Lübecker Ausdruck für Zunft, organisiert waren. 1401 war er Befehlshaber der Lübecker Flotte in der Ostsee. Im Zuge der bürgerlichen Unruhen in Lübeck zu Beginn des 15. Jahrhunderts wurde er Mitglied des Bürgerausschusses der 60er, Mitglied des Finanzkomitees der Bürger und Mitglied der Kommission zur Wahl des Neuen Rates nach der Vertreibung des Alten Rates 1408. Dem Neuen Rat gehörte er von 1408 bis 1412 an. Im Rat wirkte er 1408 als Gerichtsherr. Bunstorp vertrat die Stadt auf dem Hansetag 1411 in Wismar. In Testamenten Lübecker Bürger wird er mehrfach als Urkundszeuge und als Vormund aufgeführt.
Er war verheiratet mit einer Tochter des Lübecker Bürgers Ludekin Wiser. Sie brachte das von beiden bewohnte Brauhaus Glockengießerstraße 20 in die Ehe ein.